# Erzbistum der Allerheiligsten Jungfrau Maria zu Astana
Das römisch-katholische Erzbistum der Allerheiligsten Jungfrau Maria zu Astana (lateinisch Archidioecesis Sanctae Mariae in Astanansis) umfasst die kasachischen Gebiete Astana, Aqmola, Qostanai, Pawlodar und Nordkasachstan.
Die Kirchenprovinz von Astana erstreckt sich über ganz Kasachstan. Dienstsitz ist Astana.

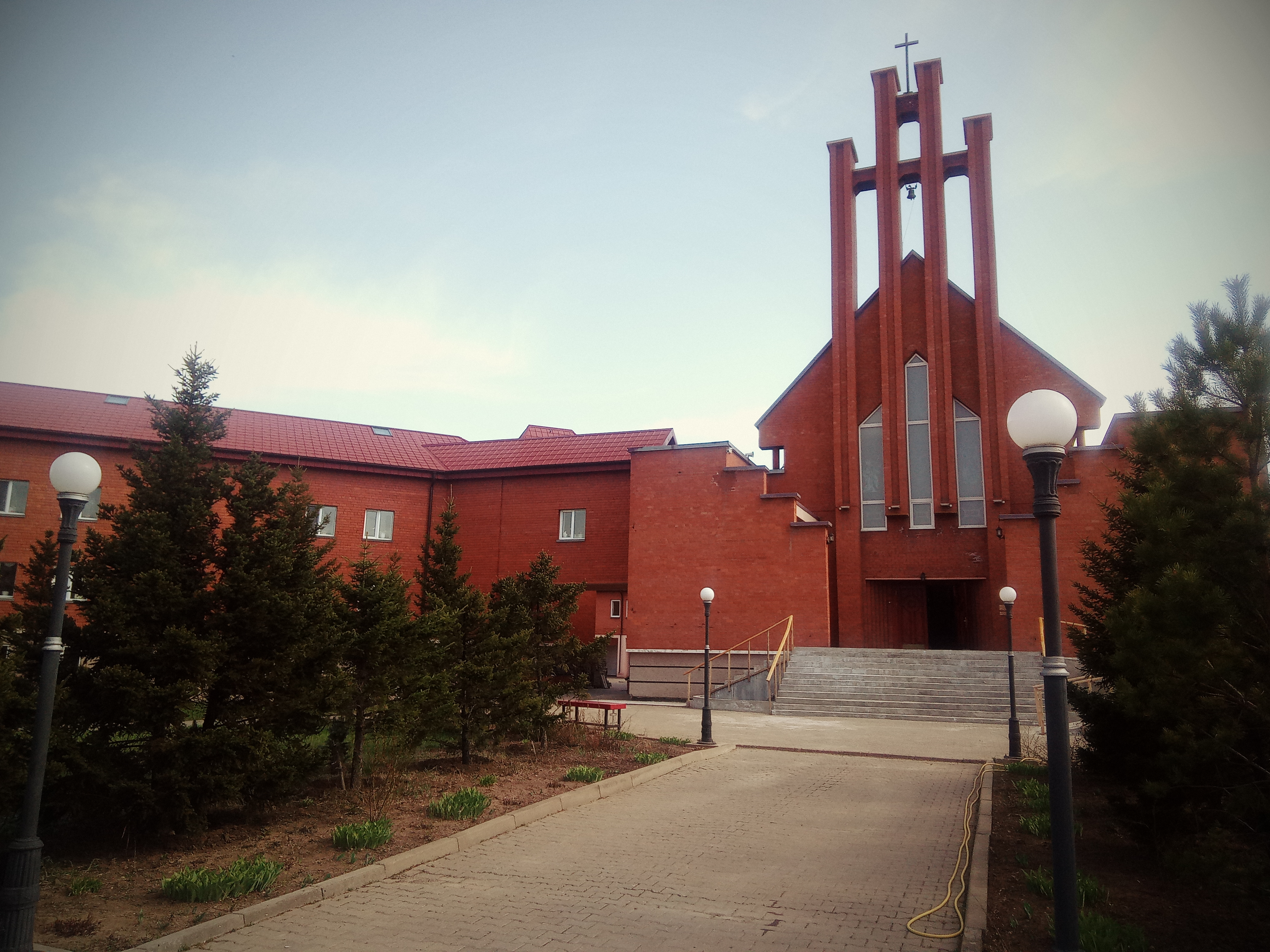
Kathedrale von Astana

## Geschichte
Am 7. Juli 1999 wurde die Apostolische Administratur von Astana mit der Bulle Ad aptius consulendum errichtet. Papst Johannes Paul II. erhob sie mit der Bulle In Cazakistania fidelium am 7. Mai 2003 zur Erzdiözese und ernannte den bisherigen Apostolischen Administrator von Astana, Tomasz Peta, zum Erzbischof.

## Struktur und Pfarreien
- Dekanat Astana (Gebiete Astana und Aqmola)
Dekan: 
  - Astana – Pfarrei Unserer Mutter der Immerwährenden Hilfe
  - Astana – Pfarrei der Mutter aller Nationen
  - Arshaly – Pfarrei des Heiligen Paschalis
  - Astrakhanka – Pfarrei der Heiligen Anna
  - Akkol – Pfarrei des Herzens Jesu
  - Kamyshenka – Pfarrei Unserer Frau von Tschenstochau
  - Malinowka – Pfarrei der Königin des Heiligen Rosenkranzes
  - Shortandy – Pfarrei der Unbefleckten Empfängnis der Jungfrau Maria

- Dekanat Kökschetau
Dekan: Jerzy Ziaja
  - Atbasar – Pfarrei des Heiligen Geistes
  - Makinsk – Pfarrei des Heiligen Josef
  - Stepnogorsk – Pfarrei Unserer Frau von Fatima
  - Shutshinsk – Pfarrei des Heiligen Abraham
  - Kokshetau – Pfarrei des Heiligen Antonius

- Dekanat Petropawl (Gebiet Nordkasachstan)
 Dekan: Przemysław Prętki
  - Tshkalovo – Pfarrei der Heiligen Apostel Peter und Paul
  - Jasna Polana – Pfarrei Unserer Mutter der Immerwährenden Hilfe
  - Kelerovka – Pfarrei des Heiligen Franz von Assisi
  - Korniejevka – Pfarrei der Herzens Jesu und Mariä
  - Oziernoie – Pfarrei der Heiligen Maria – Königin des Friedens
  - Pietropawlowsk – Pfarrei der Heiligen Dreifaltigkeit
  - Saumalkol – Pfarrei des Barmherzigen Jesus
  - Smirnovo – Pfarrei von Christ dem Guten Hirten
  - Taiynsha – Pfarrei der Heiligen Familie
  - Tonkoshurovka – Pfarrei des Heiligen Laurenz
  - Zielonyj Gaj – Pfarrei des Heiligen Geistes

- Dekanat Qostanai (Gebiet Qostanai)
  - Arkalyk – Pfarrei des Barmherzigen Jesus
  - Lisakowsk – Pfarrei des Heiligsten Herzens Jesu
  - Kostanai – Pfarrei Mariä Himmelfahrt
  - Rudnyj – Pfarrei des Heiligen Pater Pio

- Dekanat Pawlodar (Gebiet Pawlodar)
  - Aksu – Pfarrei des Barmherzigen Jesus
  - Kashyr – Pfarrei des Heiligen Franz von Assisi
  - Krasnoarmiejka – Pfarrei der Heiligen Maria Goretti
  - Pawlodar – Pfarrei der Heiligen Theresia vom Kinde Jesus
  - Sherbaktry – Pfarrei der Heiligen Maria – Hilfe der Christen
  - Ekibastyz – Pfarrei des Heiligen Johannes des Täufers

Neben den Pfarreien des lateinischen Ritus gibt es auch griechisch-katholische Gemeinden:
- Astana – Pfarrei des Heiligen Josef
- Pawlodar – Pfarrei der Heiligen Apostel Peter und Paul

## Kathedrale
Die Bischofskirche ist die Kathedrale Unserer Mutter der Immerwährenden Hilfe, die in der gleichnamigen Pfarrei in Astana liegt.